# Alliot Verdon-Roe

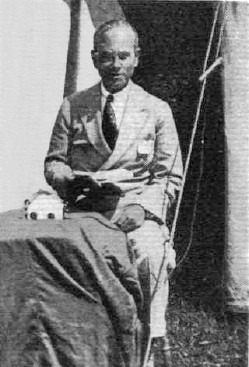
Alliot Verdon Roe in 1930

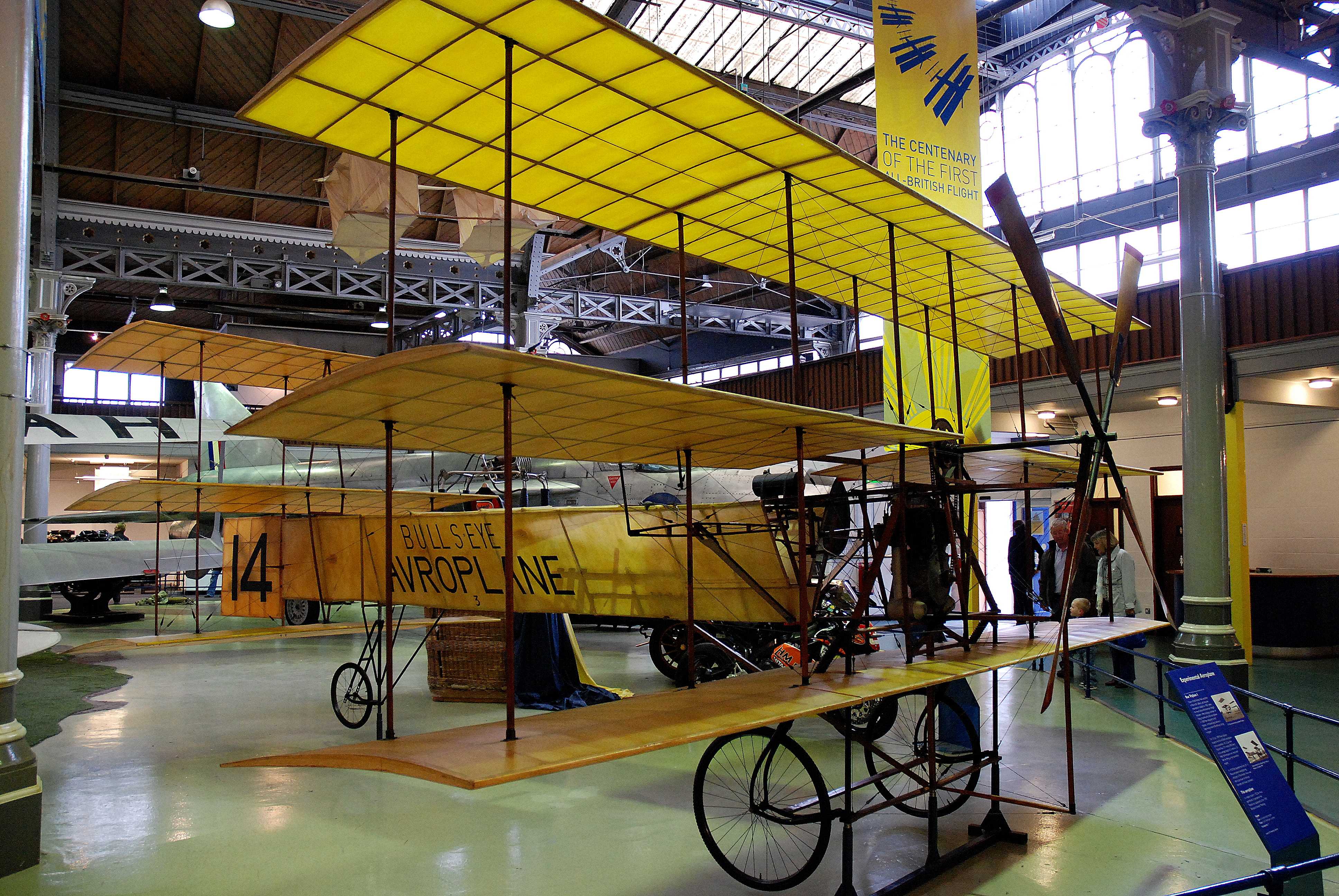
De replica van de Roe Triplane I

Edwin Alliot Verdon Roe (26 april 1877 - 4 januari 1958) was een Brits vliegtuigbouwer. Hij stichtte samen met zijn broer Humphrey de A.V. Roe (AVRO) Aircraft Co.

## Leven en werk
Roe werd geboren in Patricoft, tegenwoordig een wijk in Manchester als zoon van een arts. In maart 1892 reisde hij met een vriend van zijn vader, een civiel ingenieur, naar Canada, waar hij een tijdje als hovenier werkte, en zelf gevangen vis verkocht. Teleurgesteld in de economische vooruitzichten in Canada keerde hij in 1893 terug naar Engeland, om in een locomotievenwerkplaats te gaan werken. In 1898 ging hij scheepsbouwkunde studeren in Londen. Hij rondde zijn opleiding niet af, maar deed wel veel technische kennis op. Tussen 1900 en 1902 voer hij als werktuigbouwkundige voor de British and African Royal Mail Company. Hij bouwde inmiddels vliegende modellen, waarmee hij in 1907 een prijs van de Daily Mail (75 pond) won.
Dit geld stelde hem in staat een echt vliegtuig te bouwen, de Roe I Biplane. De JAP-motor was te zwak om ermee op te stijgen, maar een latere versie in 1908 had een Franse Antoinette motor, die wel sterk genoeg was. Toen hij zijn eerste vlucht met deze machine maakte, (op 8 juni 1908), werd hij de eerste vliegende Brit. Hij bouwde ook de Roe Triplane I.
In 1910 stichtte hij samen met zijn broer Humphrey de A.V. Roe Aircraft Co. Van de in 1912 ontworpen AVRO 504 werden 8300 exemplaren geproduceerd. In 1928 verkocht Roe zijn aandelen aan de Armstrong Siddeley Company. In 1929 nam hij de scheepsbouwer S.E. Saunders Co. in Cowes (Isle of Wight) over. Hij deed dit samen met John Lord. Het bedrijf werd omgedoopt tot Saunders-Roe Ltd. en ging vanaf dat moment watervliegtuigen produceren.
Door de productie van dit nieuwe type vliegtuig werd hij in Engeland tot ridder geslagen, waardoor hij voortaan Sir Alliot heette. Na de Tweede Wereldoorlog ontwikkelde Sir Alliot luchtkussenvoertuigen en draagvleugelboten. Op 25 juli 1959 maakte de eerste hovercraft, de SRN-1 de eerste overtocht over het Engelse kanaal. Deze was ontworpen door Christopher Cockerell en gebouwd bij Saunders-Roe. Alliot Roe maakte het niet meer mee, hij was al op 4 januari 1958 overleden.

## Trivia
Alliot Verdon Roe heeft zich tussen 1927 en 1957 beziggehouden met de bouw van prototypes van een soort "scooters". Dit waren tweewielers met veel beplating, soms met een volledige carrosserie, waardoor steunwielen aan de zijkant nodig waren. Roe paste de namen van deze creaties steeds toe naarmate zijn eigen carrière verliep: Avro Mobile in 1922, Roe Monocar in 1927, (in 1929, toen Saunders-Roe een feit was, omgedoopt tot SARO Runabout), AVLE Bicar in 1957 (Alliot Verdon LE, naar de gebruikte Velocette LE motor). Of Alliot Verdon Roe ooit serieuze produktieplannen met deze machines heeft gehad is niet zeker, maar wel waarschijnlijk. Het is er in elk geval nooit van gekomen. Voor het artikel over deze machines zie Roe (motorfiets).